# لیسبون (مریلند)
لیسبون (به انگلیسی: Lisbon) یک منطقهٔ مسکونی در ایالات متحده آمریکا است که در مریلند واقع شده‌است.